# Bittkau
Bittkau ist eine Ortschaft und ein Ortsteil der Stadt Tangerhütte im Süden des Landkreises Stendal in Sachsen-Anhalt.

## Geographie

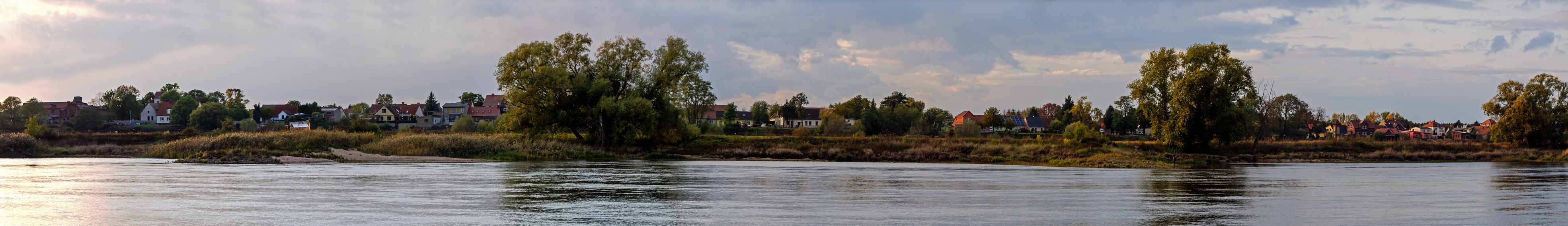
Bittkau an der Elbe

### Lage
Bittkau, ein Straßendorf mit Kirche, liegt am linken Hochufer der Elbe östlich von Tangerhütte und südlich von Tangermünde am Elberadweg. Das waldreiche Gebiet zwischen Elbe und Tanger ist überwiegend flach, fällt aber zum Elbtal um rund 15 Meter ab. Die Elbe bildet die Grenze zum Landkreis Jerichower Land. Auf der gegenüberliegenden Seite der Elbe (Gemeinde Elbe-Parey) zweigt der 1745 erbaute Plauer Kanal ab – heute Pareyer Verbindungskanal (Abstiegskanal) und Teil des Elbe-Havel-Kanals.

### Ortschaftsgliederung
Zur Ortschaft Bittkau gehört der Ortsteil Bittkau mit dem Wohnplatz Kellerwiehl.

## Geschichte

### Mittelalter bis Neuzeit

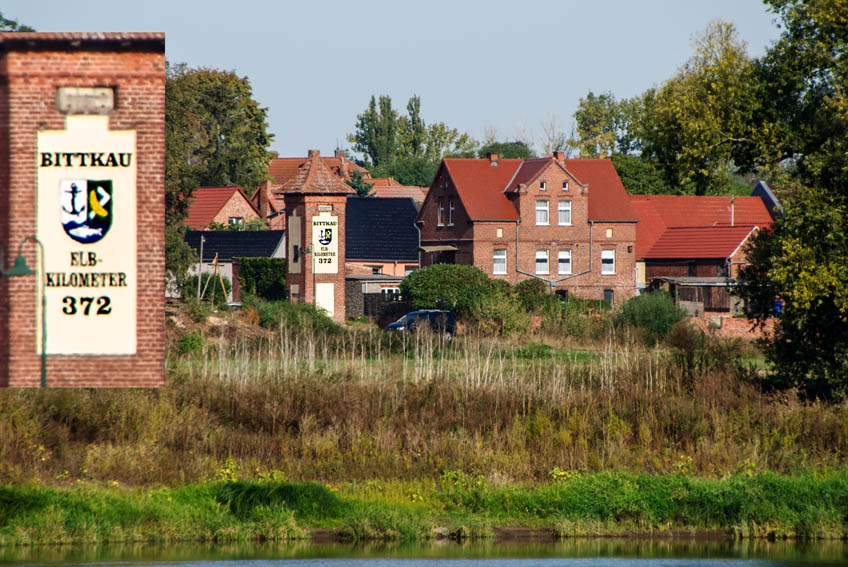
Altes Trafohaus am Elbkilometer 372

Im Jahre 1355 wurde Bitkow erstmals erwähnt, als Markgraf Ludwig der Römer versprach, seine landesherrliche Burg in Bittkau nicht wieder zu verpfänden. Im Landbuch der Mark Brandenburg von 1375 wird der Ort als Bitkowen und Bitkow aufgeführt, der im Besitz der von Lüderitz ist. Dort ist niemand vorhanden, außer einem, der nichts hat. Ein Zweig der Familie von Lüderitz nahm seinen Sitz in der Burg in Bittkau und wurde so zu den „Schlossgesessenen“. Sie unternehmen von hier aus Raubzüge. Daher wurde diese Burg vom Erzbischof von Magdeburg mit Hilfe der Magdeburger Bürger 1386 erobert, niedergebrannt und geschleift. Das wiederaufgebaute Schloss ist später verfallen und nicht wiederhergestellt worden.
Weitere Nennungen sind 1687 Bietkow und 1804 Dorf und Gut Bitkau und Bitkow mit Windmühle, Schiffmühle, Ziegelei, zwei Krügen und einem Nebenzollamt. „Die Einwohner leben von der Schifffahrt.“
Der Ritterhof war in den Jahren 1556 geteilt worden. Ein Teil gehörte der Familie von Ilzenplitz, die 1619 auch den anderen Teil übernahm. Es folgten viele Eigentümerwechsel. Von 1935 bis 1945 gehörten dem Preußischen Beamtenverein Hannover, der späterer Hannoversche Lebensversicherung die zwei Rittersitze im Ort.
Die Schifffahrt auf der Elbe bestimmte seit dem Bau des Plauer Kanals und der Erweiterung 1860 die Entwicklung der Gemeinde. 150 Jahre lang war Bittkau Fährort (bis 1970). An der Stelle der alten Fähre befindet sich heute eine Anlegestelle für Fahrgastschiffe und Sportboote.

### Frühere Erwähnungen
Die Stadt Tangerhütte gibt an, Bittkau wurde im Jahre 1130 als wendischer Name bithui erwähnt.
Der Geschichtsschreiber Johann Friedrich Falcke veröffentlichte 1752 ein angebliches Register des Abtes Saracho über den Grundbesitz des Stiftes Corvey, wobei im erfundenen Pagus Mosidi alias Morsan der Ort Bithni genannt wurde. Auf eine Karte im Anhang des Werkes von Falke bezog sich Georg Wilhelm von Raumer, als er 1837 Quellen zu Karten auswertete. Raumer gab das Jahr 1130 für die Karte an und ordnete Bittkau als Bithni nach Saracho zu. Im Jahr 1861 deckte Wilhelm Spancken dieses Register von Johann Friedrich Falcke als eine Fälschung auf.

### Archäologie
Scherbenfunde am Hochufer der Elbe deuten auf eine altslawische Siedlung des 9. oder 10. Jahrhunderts hin.

### Herkunft des Ortsnamens
Heinrich Sültmann meint, der Name 1355 bittkow, 1375 bitkowe, hat seinen Namen von der slawischen Personenbezeichnung „Byt“, „Byto“ und „kowe“ für „Behausung“.

### Eingemeindungen
Bittkau gehörte bis 1807 zum Tangermündeschen Kreis, dann bis 1813 zum Kanton Grieben. Danach kam die Gemeinde zum Kreis Stendal, dem späteren Landkreis Stendal. Am 30. September 1928 wurde der Gutsbezirk Bittkau (mit dem Vorwerk Polte) und die Landgemeinde Bittkau vereinigt.
Am 25. Juli 1952 kam die Gemeinde Bittkau zum Kreis Tangerhütte. Nach dessen Auflösung gehörte sie ab 1. Januar 1988 zum Kreis Stendal und schließlich ab 1. Juli 1994 wieder zum Landkreis Stendal.
In einem Gebietsänderungsvertrag zwischen der Stadt Tangerhütte und allen Mitgliedsgemeinden der Verwaltungsgemeinschaft Tangerhütte-Land wurde deren Eingemeindung nach Tangerhütte geregelt. Dem Vertrag stimmte der Gemeinderat Bittkau am 11. Mai 2010 zu. Er wurde vom Landkreis als unterer Kommunalaufsichtsbehörde genehmigt und die Eingemeindung trat am 31. Mai 2010 in Kraft.

### Einwohnerentwicklung

#### Dorf und Gut
| Jahr              | 1734 | 1772 | 1790 | 1798 | 1801 | 1818 | 1840 | 1864 | 1871 | 1885 | 1892 | 1895 | 1900 | 1905 |
| Dorf Bittkau      | 83   | 180  | 270  | 176  | 290  | 529  | 781  | 983  | 772  | 809  | 891  | 984  | 1125 | 1048 |
| Gut Bittkau       |      |      |      | 051  |      |      |      |      | 045  | 055  |      | 048  |      | 058  |
| Forsthaus Bittkau |      |      |      |      |      |      |      |      |      | 08   |      | 06   |      |      |
| Ziegelei Bittkau  |      |      |      |      |      |      |      |      |      | 07   |      | 09   |      | 07   |

#### Gemeinde
| Jahr | Einwohner |
| ---- | --------- |
| 1910 | [00]1095  |
| 1925 | 1398      |
| 1939 | 1477      |
| 1946 | 1909      |
| 1964 | 1167      |
| 1971 | 1124      |
| 1981 | [00]979   |
| 1985 | [00]921   |
| 1990 | [00]830   |

| Jahr | Einwohner |
| ---- | --------- |
| 1993 | 822       |
| 1995 | [00]777   |
| 2000 | [00]782   |
| 2002 | [00]785   |
| 2003 | [00]789   |
| 2004 | [00]764   |
| 2006 | [00]734   |
| 2008 | [00]698   |
| 2009 | [00]684   |

Quelle, wenn nicht angegeben, bis 1993:

#### Ortsteil
| Jahr | Einwohner |
| ---- | --------- |
| 2013 | [00]614   |
| 2014 | [00]598   |
| 2018 | [00]568   |
| 2019 | [00]569   |
| 2020 | [00]579   |
| 2021 | [00]576   |
| 2022 | [0]583    |
| 2023 | [0]559    |

## Religion
- Die evangelische Kirchengemeinde Bittkau, die früher zur Pfarrei Grieben im Kreis Stendal gehörte,[28] wird heute betreut vom Pfarrbereich Lüderitz[29] im Kirchenkreis Stendal im Bischofssprengel Magdeburg der Evangelischen Kirche in Mitteldeutschland. Die ältesten überlieferten Kirchenbücher für Bittkau stammen aus dem Jahre 1851, ältere Einträge sind in den Büchern von Grieben zu finden.[30]
- Die katholischen Christen gehören zur Pfarrei St. Elisabeth in Tangermünde im Dekanat Stendal im Bistum Magdeburg.[31]

## Politik

### Ortsbürgermeister
Ortsbürgermeister der Ortschaft Bittkau ist Alexander Wittwer. Er wurde am 31. August 1991 in Stendal geboren und ist in Bittkau aufgewachsen. Von 2011 bis 2018 studierte er an der Martin-Luther-Universität Halle-Wittenberg „Politikwissenschaft und Wirtschaftswissenschaften“ (Bachelor) und erhielt er 2018 seinen Master-Abschluss im Studiengang „Parlamentsfragen und Zivilgesellschaft“.

### Ortschaftsrat
Die Ortschaftsratswahl am 9. Juni 2024 lieferte folgende Sitzverteilung (in Klammern die Ergebnisse von 2019):
- 5 Sitze „Wählergemeinschaft Bittkau“ (7 Sitze)
- 1 Sitz AfD

Ein zweiter Sitz für die AfD blieb mangels Bewerber unbesetzt. Gewählt wurden eine Frau und fünf Männer. Von 493 Wahlberechtigten hatten 356 ihre Stimme abgegeben, die Wahlbeteiligung betrug damit 72,21 Prozent. Der Ortschaftsrat wählte erneut Alexander Wittwer zum Ortsbürgermeister.

## Wappen und Flagge
Das Wappen wurde am 27. Januar 2010 durch den Landkreis genehmigt.
Blasonierung: „Gespalten von Silber und Grün über blauem Wellenschildfuß, vorn ein schwarzer Anker mit durchschlungenem blauem Ankertau, hinten schräg gekreuzt eine goldene Ähre und ein silbernes Winkelmaß, im Schildfuß ein silberner Fisch.“
Die Ortsfarben sind Grün – Silber (Weiß).
Das Wappen wurde vom Magdeburger Kommunalheraldiker Jörg Mantzsch gestaltet und ins Genehmigungsverfahren geführt. Es nimmt Bezug auf die Elbe, Schifffahrt, den Fischfang und die Schreinerei.
Die Flagge ist Grün-Weiß (1:1) gestreift (Querform: Streifen waagerecht verlaufend, Längsform: Streifen senkrecht verlaufend) und mittig mit dem Gemeindewappen belegt.

## Kultur und Sehenswürdigkeiten

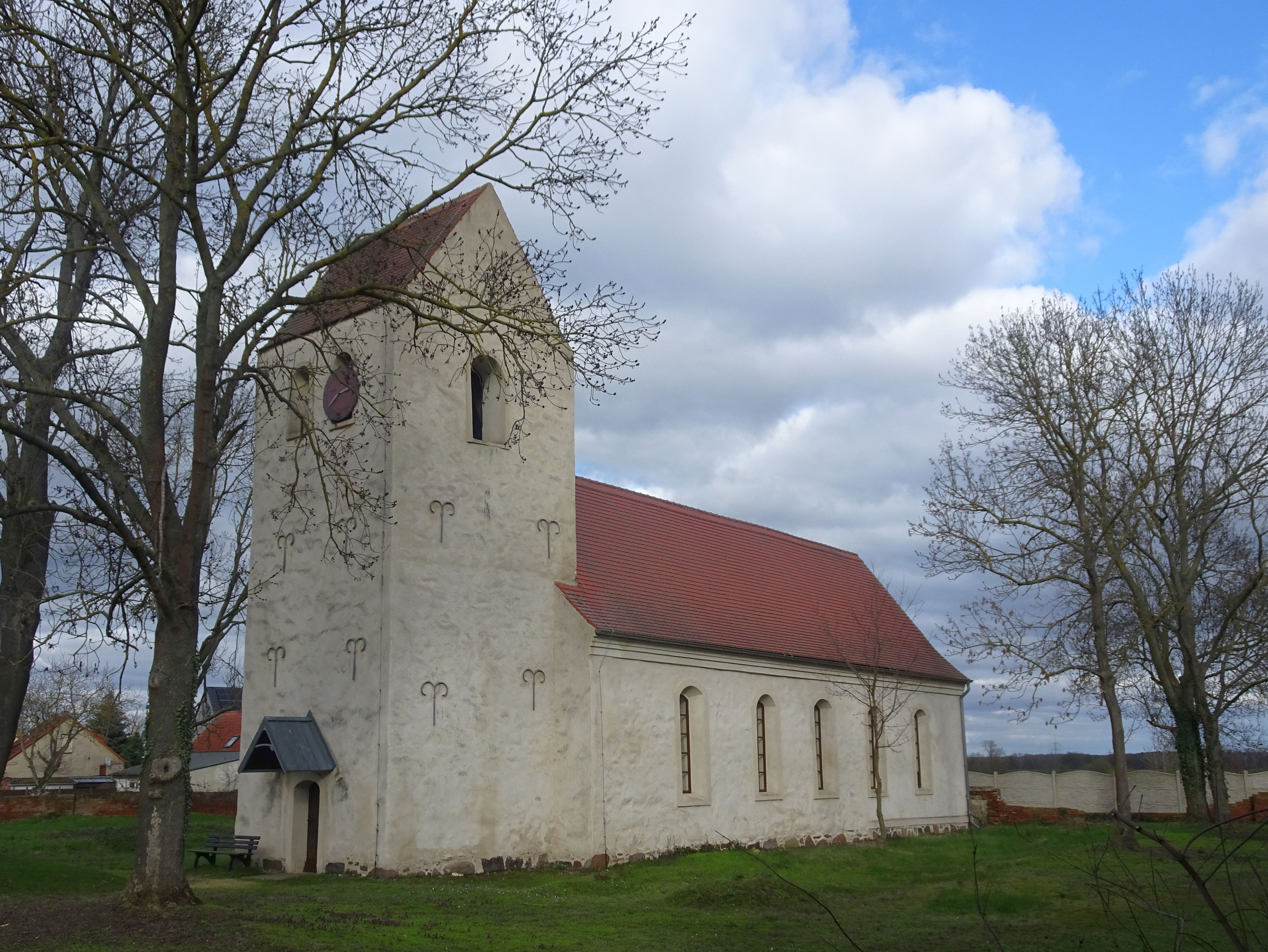
Dorfkirche Bittkau von Südwesten

- Die evangelische Dorfkirche Bittkau ist eine rechteckige, langgestreckte Saalkirche mit quadratischem Westturm. Während der westliche Teil des Schiffs aus Feldsteinen einer kleineren, romanischen Dorfkirche aus dem 13. Jahrhundert entstammt, ist der angefügte Westturm wesentlich neueren Datums. Die ostseitige Erweiterung des Schiffs wurde in Backsteinen ausgeführt. Die Orgel stammt aus dem Jahre 1872.[36]
- An der Poststraße erinnert ein Gedenkstein an die Opfer des Faschismus, zu denen im weitesten Sinne auch jene Soldaten der Armee Wenck gerechnet werden können, die sich 1945 das Leben nahmen aus Angst davor, in sowjetische Kriegsgefangenschaft zu geraten.[37]
- Der Campingplatz Kellerwiehl befindet sich 500 Meter vom Dorf entfernt.
- Am Ortsausgang in Richtung Tangerhütte befindet sich der Garten- und Freizeitverein Sonnenschein e. V., der etwa 15 Kleingartenparzellen beherbergt.

## Wirtschaft und Infrastruktur
Zu den in Bittkau ansässigen Gewerbebetrieben gehören eine Tischlerei, ein Kosmetikstudio, eine Bäckerei, ein Eiscafé, ein Fischhandel, eine Gärtnerei und eine Imkerei.
Im Rahmen der Dorferneuerung wurden in den letzten Jahren Straßen und Wege erneuert und ein Gemeinderaum mit einer Heimatstube eingerichtet. Bis 2018 gab es in Bittkau eine Kindertagesstätte. Das Gebäude beherbergt seither den örtlichen Jugendclub und dient als „Haus der Vereine“ den ehrenamtlich Aktiven des Ortes. Freiwillige Feuerwehr, der Vereinigte Elbchor Bittkau-Grieben e. V., der Heimat- und Schifferverein Bittkau e. V. und die Gartensparte „Sonnenschein“ bestimmen das Ortsleben, zu dem die traditionellen Oktoberfeste mit Feuerwerk und die Maifeste gehören.

### Verkehr
Bittkau liegt an der Elbuferstraße (Tangermünde–Kehnert) am Elberadweg. Es besteht eine Straßenverbindung nach Tangerhütte. Im Nachbarort Grieben ermöglicht die Auto Fähre Ferchland–Grieben die Elbquerung zum rechten Ufer (Anschluss nach Genthin). Es verkehren Linienbusse und Rufbusse der Regionalverkehr Westsachsen (RVW) unter dem Markennamen stendalbus. Im zwölf Kilometer entfernten Tangerhütte bestehen Bahnanschlüsse nach Magdeburg und Stendal.

### Freiwillige Feuerwehr Bittkau – Zug Elbe
Nach einjähriger Bauzeit wurde im Dezember 2020 der Ortsfeuerwehr ein neues Feuerwehrhaus übergeben. Das Gebäude mit rroßem Sozialtrakt, Schulungsräumen und vier Fahrzeugstellplätzen dient als Ausbildungszentrum des „Zug Elbe“ der umliegenden Dörfer.

## Sage aus Bittkau – Die Glockenwiese
August Wilhelm Pohlmann überlieferte 1829 die Sage als Erster. In der Kirche zu Grieben hängen heute zwei große Glocken. Eine davon soll stammen aus der Kirche von Poltke, einem seit über 300 Jahren verschwundenen Dorf, dessen Wüstung nördlich vom heutigen Dorf Polte liegt auf der Feldmark von Bittkau. Da die Glocke nicht in den Turm von Bittkau passte, wurde sie unter der Bedingung an die Griebensche Kirche überlassen, dass „dieselbe auf ewige Zeiten eine Wiese an die Kirche zu Bittkau abtrete“. Diese ist seit langer Zeit ein Acker, der den Namen Glockenwiese trägt. Alfred Pohlmann überlieferte die Sage 1897 nach mündlicher Überlieferung des Lehrers Schulze aus Flessau. Dort war eine Glocke von Poltke nach Zerstörung des Dorfes von Soldaten zur Elbe verschleppt und versenkt worden. Die zweite Glocke fand ein Schweinehirt aus Bittkau beim Hüten auf der Wüstung. Die Bittkauer wollten die Glocke aufhängen, was nicht gelang, da der Turm schon einen Riss hatte. Ähnlich lautet die Sage bei Horn im Jahre 1908 im „Altmärkischen Sagenschatz“ und bei Hanns H. F. Schmidt im Jahr 1994.